# Rakoveț, Horodenka
Rakoveț (în ucraineană Раковець) este localitatea de reședință a comunei Rakoveț din raionul Horodenka, regiunea Ivano-Frankivsk, Ucraina.

## Demografie
Componența lingvistică a localității Rakoveț
     Ucraineană (99,88%)
     Alte limbi (0,12%)
Conform recensământului din 2001, majoritatea populației localității Rakoveț era vorbitoare de ucraineană (99,88%), existând în minoritate și vorbitori de alte limbi.